# لی هوی-چانگ
لی هوی-چانگ (انگلیسی: Lee Hoi-chang؛ زادهٔ ۲ ژوئن ۱۹۳۵) سیاست‌مدار اهل کره جنوبی است. وی از ۱۷ دسامبر ۱۹۹۳ تا ۲۱ آوریل ۱۹۹۴ نخست‌وزیر این کشور بود.